# Ештадіу ду Бонфім
«Ештадіу ду Бонфім» (порт. Estádio do Bonfim) — футбольний стадіон в Сетубалі, Португалія, домашня арена ФК «Віторія» (Сетубал).

## Опис
Стадіон побудований та відкритий у 1962 році. Відтоді особливих перебудов та конструкторських змін не зазнавав, окрім встановлення освітлення та інформаційного табло. Проект побудови нового стадіону, представлений у 2000-х роках, який передбачав місткість накритих 20 500 місць, вартістю € 11 млн, був відхилений, тому арена досі приймає домашні матчі «Віторії».